# Valerij Čikov
Valerij Čikov (22 ottobre 1950 – Lobnja, 8 giugno 2017) è stato un regista russo.

## Filmografia parziale

### Regista
- Ne valjaj duraka... (1997)
- Ne poslat' li nam... gonca? (1998)